# Rhainopomma wapugu
Rhainopomma wapugu is een rechtvleugelig insect uit de familie Lentulidae. De wetenschappelijke naam van deze soort is voor het eerst geldig gepubliceerd in 1981 door Jago.